# Sinularia megalosclera
Sinularia megalosclera är en korallart som beskrevs av Philip Alderslade 1987. Sinularia megalosclera ingår i släktet Sinularia och familjen läderkoraller. Inga underarter finns listade i Catalogue of Life.